# Zdenka Babić-Petričević
Zdenka Babić-Petričević (Lovreć, 1. rujna 1948.), saborska zastupnica, prva hrvatska konzulica

## Politički angažman
Saborska zastupnica HDZ (1995. – 2007.), članica više saborskih odbora i predsjednica Odbora za useljeništvo Hrvatskoga Sabora.